# Peter Christopherson
Pour les articles homonymes, voir Christopherson et Sleazy.
Peter Martin Christopherson, aussi connu sous le surnom de Sleazy, né le 27 février 1955 à Leeds et mort le 24 novembre 2010, est un musicien, designer et réalisateur de vidéos britannique. Il était membre de la célèbre agence de design britannique Hipgnosis.
Peter Christopherson est un des membres fondateurs de Throbbing Gristle, groupe inventeur de la musique industrielle. Il participe par la suite à la formation de Psychic TV avec Geoffrey Rushton, plus connu comme John Balance, puis fonde un nouveau groupe, Coil, toujours avec Balance. Il travaillera avec Coil pendant presque 23 ans, jusqu'à la mort de Balance à la suite d'une chute dans son domicile londonien. Christopherson participe ensuite à la réunion de Throbbing Gristle en 2004. En 2005 il sort un album dans le cadre de son projet solo The Threshold HouseBoys Choir.

## Biographie

### Avant Coil
Peter Christopherson était membre de Throbbing Gristle (TG), groupe fondateur de la musique industrielle avant sa séparation en 1981. De ses anciens membres, Chris Carter et Cosey Fanni Tutti forment leur propre groupe, Chris & Cosey, tandis que Peter Christopherson et Genesis P-Orridge fondent Psychic TV, accompagnés d'autres musiciens. Christopherson fait la rencontre de John Balance, un adepte de TG, et tous deux deviennent partenaires, à la vie comme à la scène. Christopherson travaille sur les deux premiers albums de Psychic TV, Force The Hand Of Chance (en) et Dreams Less Sweet (en) ; Balance rejoint également le groupe sur ce dernier. Tous deux effectuent plusieurs concerts avec Psychic TV avant de former leur propre projet, Coil.
Il est brièvement membre du Temple of Psychick Youth de Genesis P-Orridge, une association consacrée à la magie du Chaos. Il la quitte avec son compagnon John Balance après un an d'appartenance. Selon lui, le Temple of Psychick Youth était « une secte avec un guide, dont les adeptes faisaient tout ce que P-Orridge leur disait ».

### Projets solo et reformation de Throbbing Gristle
En dépit de sa longue carrière de musicien, il n'a sorti qu'un seul titre sous le nom de Peter Christopherson, la chanson In My Head A Crystal Sphere Of Heavy Fluid, publiée sur la compilation Foxtrot.
En 2005, Christopherson s'installe à Bangkok, en Thaïlande et se lance dans le projet The Threshold HouseBoy's Choir. Depuis lors, il a également publié les derniers disques de Coil, The Ape Of Naples (en), The Remote Viewer (en), Black Antlers (en), et réédité Musick To Play In The Dark Vol. 1 (en) et Musick To Play In The Dark Vol. 2 (en), qui étaient auparavant fabriqués en Angleterre.
La même année est marquée par la réunion de Throbbing Gristle pour quelques concerts. Le groupe annonce un nouvel album pour marquer sa résurrection, Part Two, ainsi que plusieurs concerts additionnels en 2007 pour sa promotion.
En 2007, Christopherson publie le premier album de son projet solo The Threshold HouseBoys Choir, Form Grows Rampant (en), composé de cinq « parties » ou chansons, et inclut un DVD avec des vidéos des rituels thaïs de Bangkok. Il préside le jury de l'édition 2007 du Melbourne Underground Film Festival (en) (Festival du film underground de Melbourne).

## Discographie

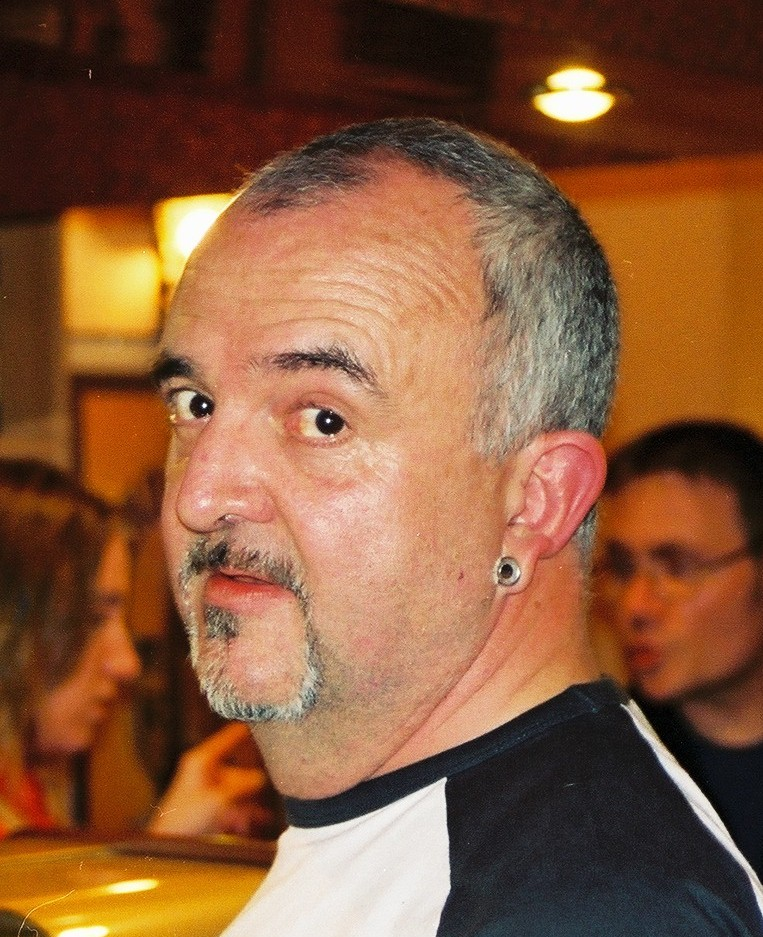
Peter Christopherson en 2007

### En solo sous le nom dePeter Christopherson
- In My Head A Crystal Sphere Of Heavy Fluid sur la compilation Foxtrot (1998)

### En solo sous le nom deThe Threshold HouseBoys Choir
- …It Just Is (pl) Compilation contenant la piste Mahil Athal Nadrach. (CD) (2005)
- X-Rated: The Dark Files compilation contenant la piste So Young It Knows No Maturing. (CD) (2006)
- Form Grows Rampant (en) (CD+DVD) (2007)

### AvecSoiSong
- SOI-JIN-NO-HI EP disponible en téléchargement libre sur www.thresholdhouse.com (mars 2008)

### AvecPsychic TV
- Force The Hand Of Chance (en)
- Just Drifting (en)
- Dreams Less Sweet (en)
- Berlin Atonal Vol. 1 (en)
- Berlin Atonal Vol. 2 (en)
- N.Y. Scum (en)
- Thee City Ov Tokyo/Thee City Ov New York
- Mein-Goett-In-Gen (en)

### Autres contributions
| Date de sortie | Titre                                            | Label                                 | Collaboration avec | Contribution                            |
| -------------- | ------------------------------------------------ | ------------------------------------- | ------------------ | --------------------------------------- |
| 1980           | First/Last                                       | Something For Nobody                  | Monte Cazazza      | featuring (direction technique)         |
| 1982           |                                                  | Seven Songs                           | 23 Skidoo          | featuring (production)                  |
| 1992           | First/Last                                       | The Worst Of Monte Cazazza (en)       | Monte Cazazza      | featuring (direction technique)         |
| 1993           | The Apocalyptic Folk In The Nodding God Unveiled | The Nodding Folk (en)                 | musicien           |                                         |
| 1996           | Videodrones; Questions                           | Bande originale de Lost Highway       | Trent Reznor       | production                              |
| 1996           | Driver Down                                      | Lost Highway Soundtrack               | Trent Reznor       | production                              |
| 2000           | Silence Is Golden                                | Vox Tinnitus                          | CoH (en)           | chant                                   |
| 2001           | My Angel (Director's Cut)                        | Love Uncut (en)                       | CoH                | chant                                   |
| 2001 August 06 |                                                  | The Michel Publicity Window E.P. (en) | Thighpaulsandra    | artwork                                 |
| 2002           | Autumn                                           | Seasons                               | CoH                | uses field recordings by Christopherson |
| 2005           | Unhealthy Red                                    | A Nature Of Nonsense                  | Aural Rage         | Composition                             |

## Performances live
| Date       | Pays-Province-ville                | Lieu             | Évènement                             | Notes |
| ---------- | ---------------------------------- | ---------------- | ------------------------------------- | --- |
| 09-13-2004 | France-Paris                       | Forum des Halles | L'Étrange festival                    | Crédité comme Peter Christopherson, live pour The Art of Mirrors de Derek Jarman                                                                                       |
| 12-23-2005 | Russie-St. Petersbourg             | Red Club         | –                                     | Avec Alec Empire, CoH (en) et Theodor Bastard (en) pour un concert hommage à John Balance. Crédité comme The Threshold HouseBoy's Choir                                |
| 05-02-2006 | Thaïlande-Krung Thep               | –                | Thailand New Media Arts Festival 2006 | Crédité comme Peter Christopherson |
| 11-19-2006 | États-Unis-Massachusetts-Arlington | –                | Brainwaves Festival                   | N'a pas assisté au festival, a simplement envoyé des vidéos sur lesquelles il travaillait pour qu'elles soient projetées. Crédité comme The Threshold HouseBoy's Choir |
| 04-14-2006 | Japon-Kyoto                        | Metro            | Part Two                              | Crédité comme Peter Christopherson |
| 04-16-2006 | Japon-Tokyo                        | Liquid Room      | Part Two                              | Crédité comme Peter Christopherson |

## Réalisateur de clips
- Marc Almond - Waifs and Strays, Tainted Love '91, et Say Hello Wave Goodbye '91
- Björn Again (en) - A Little Respect
- Jerry Cantrell - Cut You In
- Coil - The Wheel, Tainted Love, Windowpane, The Snow (Answers Come In Dreams II), Love's Secret Domain
- The Crystal Method - Comin' Back
- Erasure - Chains of Love, A Little Respect, Stop!
- The Firm - Radioactive, All The King's Horses, Satisfaction Guaranteed
- Gavin Friday - Falling off the Edge of the World
- Front 242 - Rhythm of Time
- Diamanda Galás - Double Barrel Prayer
- Gemini - Another You Another Me
- Barry Gibb - Now Voyager
- Hanson - I Will Come to You
- Nona Hendryx - (?)
- K's Choice - Not an Addict (version live), Everything for Free
- The Law - We Are the Law
- Magnum - (?)
- Paul McCartney - Going Home (From Rio to Liverpool)
- Ministry - N.W.O., Just One Fix, Over the Shoulder
- Nine Inch Nails - The Broken Movie (Pinion, Wish, Help Me I Am in Hell, Gave Up), March of the Pigs (deux versions: une sortie officiellement, avec des extraits de la version non publiée sur le DVD Closure)
- Robert Plant - Tall Cool One
- Rage Against the Machine - Freedom, Killing in the Name, Bombtrack, Bulls on Parade, People of the Sun
- Rollins Band - Illumination
- Senser - Age of Panic
- Sepultura - Refuse/Resist
- Silverchair - Pure Massacre
- Stabbing Westward - Lies
- 10cc - (?)
- The The - Infected, The Mercy Beat, Heartland
- The Threshold HouseBoy's Choir - Mahil Athal Nadrach, So Young It Known No Maturing, et autres vidéos de l'album Form Goes Rampant (en).
- 3 lb. Thrill (en) - Something Will Come
- The Wildhearts (en) - Suckerpunch
- Van Halen - Don't Tell Me, Can't Stop Lovin' You
- Jah Wobble - Becoming More Like God
- Yes - Owner of a Lonely Heart[6]

## Pochettes d'albums
- Pink Floyd - A Nice Pair (1974, assistant sur les photos, pochette d'Hipgnosis)
- Pink Floyd - Animals (1977, crédité à Hipgnosis)
- Pink Floyd - Wish You Were Here (1975, crédité à Hipgnosis)
- Peter Gabriel - Peter Gabriel (Car) (1977, crédité à Hipgnosis)
- Peter Gabriel - Peter Gabriel (Scratch) (1978, crédité à Hipgnosis)
- Peter Gabriel - Peter Gabriel (Melt) (1980, crédité à Hipgnosis)
- A Certain Ratio - To Each... (1981)
- Dave Ball - In Strict Tempo (1983)